# Fonzie
Arthur Herbert Fonzarelli (ou Fonzie, The Fonz, e Fonz) é um personagem fictício interpretado pelo ator Henry Winkler na série Happy Days (1974-1984).
Em 1999 foi votado como o quarto maior personagem da televisão de todos os tempos pelos telespectadores do TV Guide.

## História
Fonzie era um engraxate de roupa de couro e mecânico de automóveis, adolescente arruaceiro e malandro, que andava em gangues e simbolizava uma espécie de "James Dean" na série. Porém, o personagem, inicialmente coadjuvante, fez enorme sucesso entre o público, aos poucos "invadindo" o espaço de outros personagens (incluindo o do protagonista Richie) e tornando-se, em vias práticas, o protagonista da série (e oficialmente após a saída de Ron Howard, que interpretava Richie). As histórias principais da série giravam todas em torno de Fonzie e Richie e os demais personagens ficaram em segundo plano. A isso deu-se o nome de "efeito Fonzie", que ocorre quando um personagem secundário se torna tão popular a ponto de ofuscar até mesmo o protagonista da série.
Arthur Fonzarelli ganhou sua estátua de bronze bem no centro de Milwaukee, próximo a um Centro de Convenções. Apesar de situada em Milwaukee, a série, que teve 11 temporadas, era filmada em Los Angeles.
A inauguração contou com a presença de Henry Winkler, ator que deu vida a Fonzie na sitcom dos anos 70, que retratava a juventude dos anos 50. A estátua, em tamanho natural, mostra Fonzie sorrindo e sustentando os dois polegares para cima, "assinatura" do personagem.
Um dos primeiros jogos eletrônicos de grande popularidade da SEGA foi baseado no personagem. Lançado em 1976 com o nome "Fonz". O objetivo do jogo era guiar Fonzie em uma moto, desviando de variados obstáculos.